# Promops nasutus
Promops nasutus är en däggdjursart som först beskrevs av Johann Baptist von Spix 1823.  Promops nasutus ingår i släktet Promops och familjen veckläppade fladdermöss. IUCN kategoriserar arten globalt som livskraftig.
Inga underarter finns listade i Catalogue of Life. Wilson & Reeder (2005) skiljer mellan fem underarter.
Denna fladdermus förekommer från centrala Colombia och centrala Venezuela till norra Argentina. Den har troligen samma levnadssätt som den andra arten i släktet Promops.
Habitatet varierar mellan tropiska skogar och torra buskskogar. Arten vistas i låglandet och i bergstrakter upp till 2550 meter över havet.
Individerna kan vila i palmernas bladverk, i trädens håligheter och i bergssprickor. Ibland besöker de byggnadernas tak. Som hos andra släktmedlemmar ligger svansens spets tydlig utanför svansflughuden.
Promops nasutus har korta bakre extremiteter och vid fötterna förekommer känselhår. Öronen är riktade framåt och åt sidan. Pälsen på ovansidan har oftast en kanelbrun färg men några exemplar är mer gråbruna. Individerna blir 126 till 141 mm långa och vikten ligger vid 20 g.